# 齋藤幸平
齋藤幸平（／；1987年1月31日—），是日本哲学家、经济思想家、马克思主义研究者。东京大学綜合文化研究所教養學部副教授 。洪堡大学哲学博士。

## 註腳
1. ↑  . 東洋経済ONLINE. 東洋経済新報社. 2019-11-21  [2020-06-06]. （原始内容存档于2023-12-10）.
2. ↑  .   [2023-12-12]. （原始内容存档于2023-03-24）.
3. ↑  . 東京大学 大学院総合文化研究科・教養学部.   [2022-04-20]. 原始内容存档于2024-01-19.